# دم‌ریشی رورایمن
دم‌ریشی رورایمن (نام علمی: Roraimia adusta)، گونه‌ای از پرندگان در زیرخانواده Furnariinae از خانواده تنورمرغان (Furnariidae) است که در برزیل، گویان و ونزوئلا یافت می‌شود.